# غرايم بيل
غرايم بيل هو لاعب كرة القدم الكندية كندي، ولد في 15 أكتوبر 1980 في ريجاينا في كندا.